# 樟木箐镇
樟木箐镇，原为樟木箐乡，是中华人民共和国四川省凉山彝族自治州西昌市下辖的一个乡镇级行政单位。2019年12月，撤销樟木箐乡和响水乡，设立樟木箐镇，以原樟木箐乡和原响水乡所属行政区域为樟木箐镇的行政区域。

## 行政区划
樟木箐镇下辖以下地区：
字库村、李家沟村、花生坝村、鼻马村、大中村、两河村、中安村、丘陵村和麻柳村。